# Else Alfelt
Else Kirsten Tove Alfelt (født 16. september 1910 i København, død 9. august 1974 på Rigshospitalet) var en dansk maler.
Else Alfelt begyndte at male som ganske ung, men fik aldrig en kunstuddannelse. Hendes malestil udviklede sig i retning af det abstrakte. Hun var medlem af Høstudstillingerne fra 1942 og tilsluttede sig i slutningen af 1940'erne COBRA.

## Ægteskab
Else Alfelt var gift med kunstner Carl-Henning Pedersen, som hun også indgik i kunstnerisk samarbejde med. Deres værker kan bl.a. ses på Carl-Henning Pedersen og Else Alfelts Museum i Herning. De fik to børn sammen, Vibeke (1934) og Kari-Nina (1940).

## Hæder
- 1950 Romerstipendiet
- 1961 Tagea Brandts Rejselegat
- 1973 Thorvaldsen-Medaljen

- I Ikast og i Ørestad Syd er veje opkaldt efter Alfelt.
- Portrætteret Eli Rasmussen